# Out of Time (Stone Temple Pilots)
Out of Time è un singolo del gruppo musicale statunitense Stone Temple Pilots with Chester Bennington, pubblicato il 19 maggio 2013 come primo estratto dall'EP High Rise.

## La canzone
Si tratta del primo brano composto dalla nuova formazione degli Stone Temple Pilots che vede alla voce Chester Bennington, frontman dei Linkin Park. Esso è stato reso disponibile il 19 maggio per il download gratuito attraverso il sito ufficiale del gruppo per poi essere stato reso disponibile per lo streaming dieci giorni più tardi.
In Canada e in Australia il brano è stato reso disponibile per il download digitale rispettivamente il 18 giugno e il 9 agosto dello stesso anno.

## Tracce
1. Out of Time – 3:10

## Classifiche
| Classifica (2013)             | Posizione massima |
| ----------------------------- | ----------------- |
| Stati Uniti (alternative)     | 22                |
| Stati Uniti (mainstream rock) | 1                 |
| Stati Uniti (rock airplay)    | 15                |